# Taibai
Pour les articles homonymes, voir Taibai (homonymie).
En astronomie chinoise, Taibai ou Taibo (chinois : 太白, pinyin : taìbaí, littéralement « grand blanc ») est un des noms traditionnels donné à la planète Vénus.

## Référence
- (en) Francis Richard Stephenson et David A. Green, Historical supernovae and their remnants, Oxford, Oxford University Press, 2002, 252 p. (ISBN 0198507666), pages 218 à 222.